# Melchior Eberhard

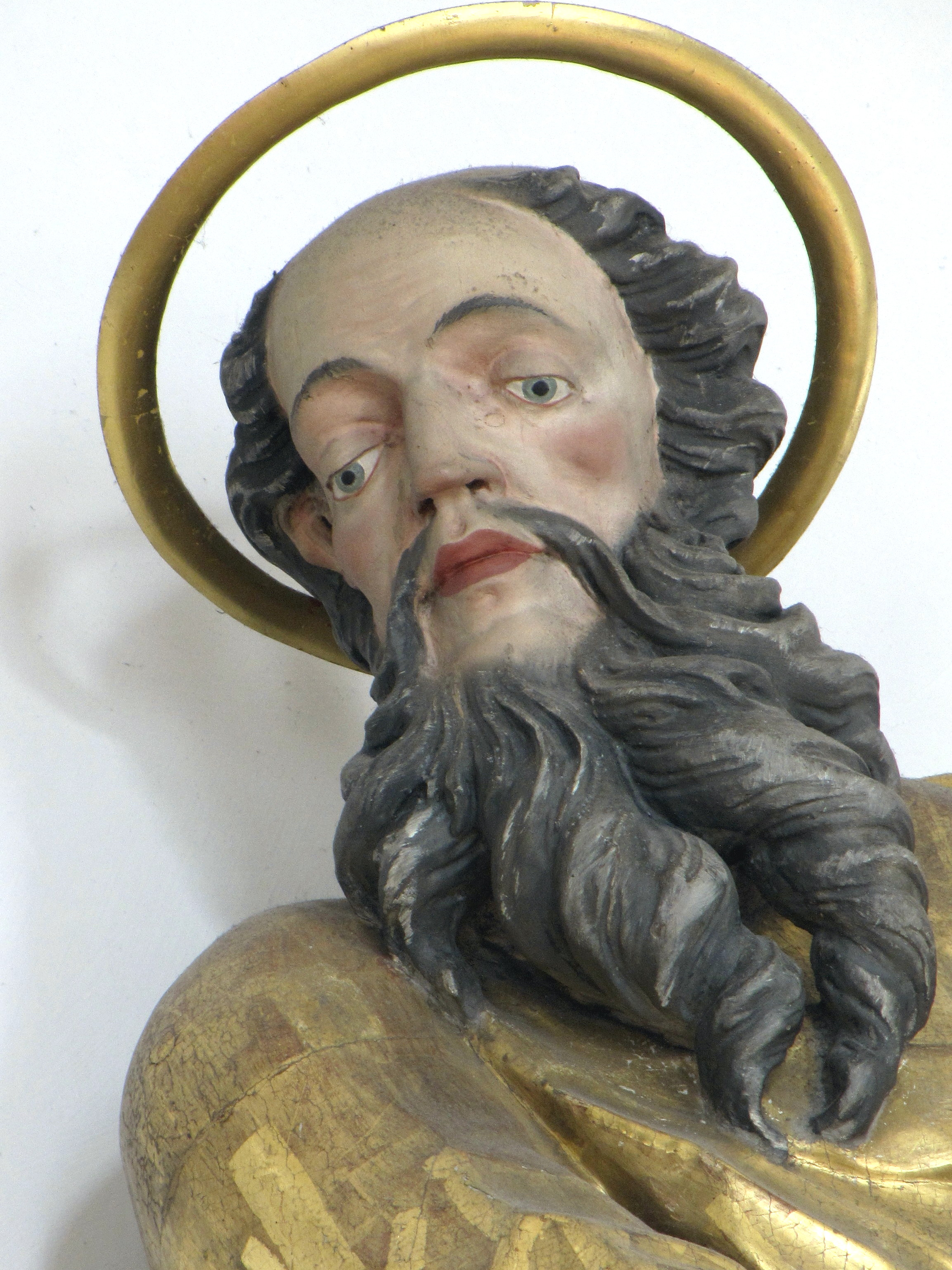
Apostel Simon in der Pfarrkirche von Fischen

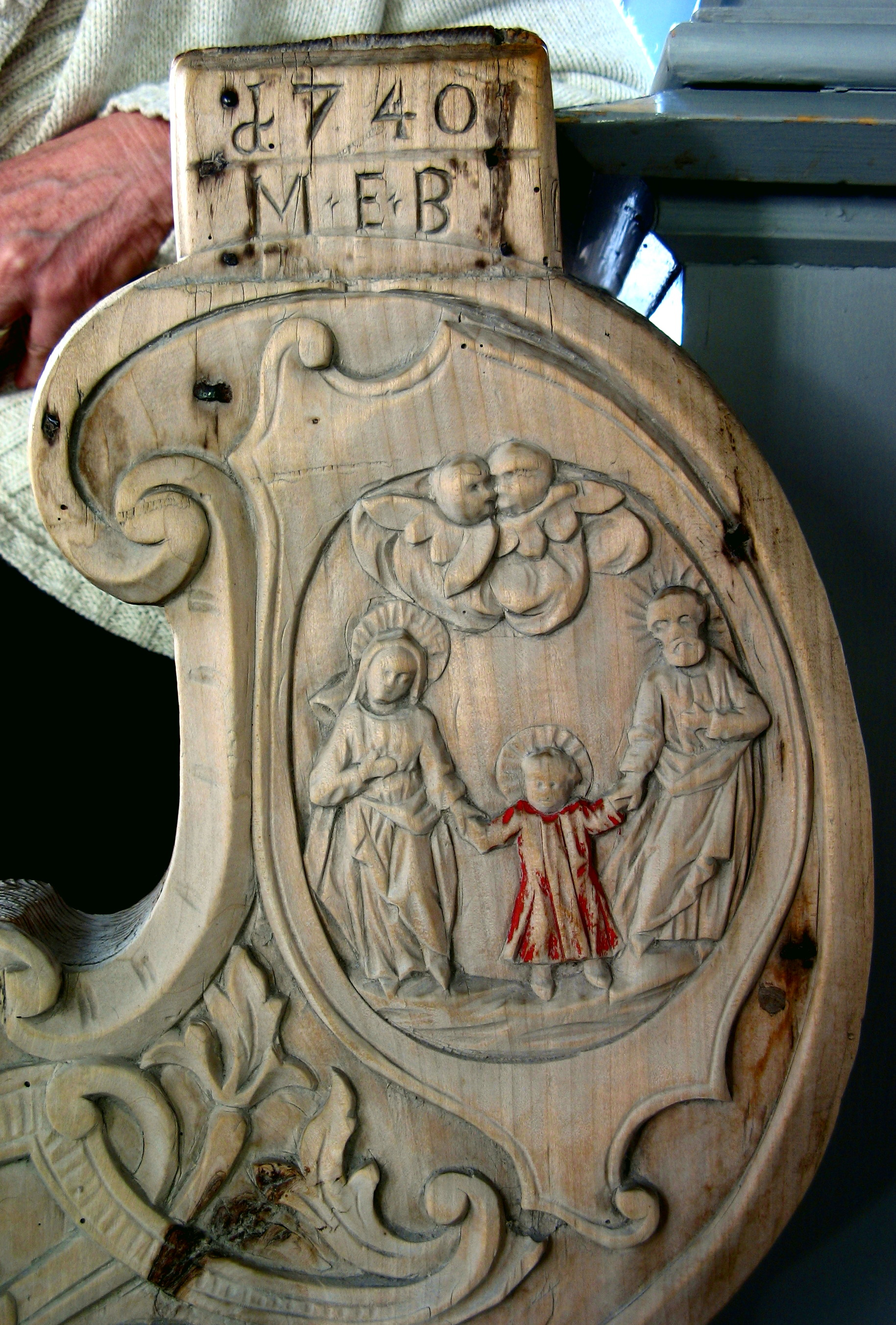
Signierte und datierte Kirchenbank in Hindelang

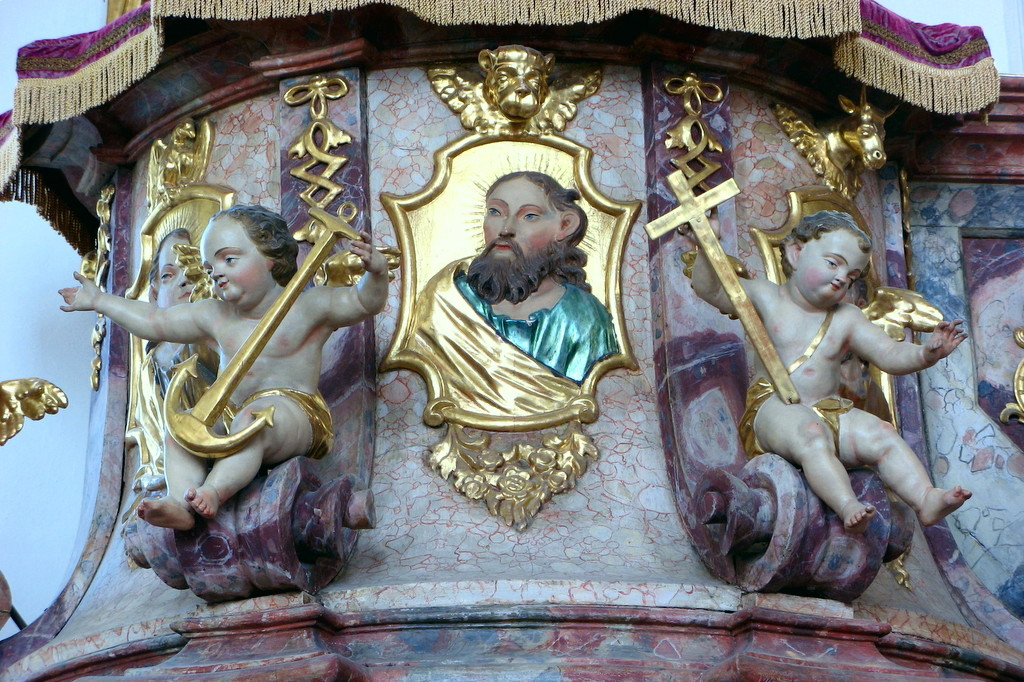
Kanzelplastik in der Kirche von Schöllang

Melchior Eberhard (* 6. November 1701 in Hindelang; † 1777 in Hindelang) war ein deutscher Barockbildhauer. Sein Sohn Johann Richard Eberhard wurde ebenfalls Bildhauer (Lehre vermutlich beim Vater). Er übertraf den Vater an Können und Ansehen. Von den beiden Enkeln, Franz Xaver Eberhard und Konrad Eberhard, Bildhauer und Maler, erlangte Konrad überörtliche Bedeutung und Berühmtheit.

## Leben
Über die Familienverhältnisse von Melchior Eberhard ist nur wenig bekannt. Sein Vater war „Leinweber, gebürtig ab dem Beilenberg der Pfarr Altstädt“. Im fernen Stift St. Florian bei Linz wurde der Bub aus Hindelang bei Leonhard Sattler zum Bildhauer ausgebildet. Sattler war ein Landsmann und stammte aus Altstädten. 1717 begann Melchiors Lehre, 1723 kehrte er zusammen mit zwei Gesellen aus Sonthofen aus der Fremde in die Heimat zurück. Möglicherweise arbeitete er noch eine Weile bei Anton Sturm in Füssen, ehe er in Hindelang eine eigene Werkstatt gründete. Geheiratet hat Melchior Eberhard jedenfalls erst am 16. Dezember 1738. Seine Frau, Afra Mayer, stammte aus Leeder. Spätestens nach seiner Heirat im Jahr 1766 übernahm der Sohn Johann Richard Eberhard die Werkstatt, wobei jedoch davon auszugehen ist, dass Melchior Eberhard bis zu seinem Tod nach Kräften als Mitarbeiter tätig blieb.

## Werk
Das Werk Melchior Eberhards ist bislang noch nicht ausreichend erforscht worden. Seine Arbeiten sind vor allem verstreut im südlichen Allgäu zu finden, wobei ihm, wie es scheint, bedeutende Aufträge jedoch versagt blieben. Als umfangreichstes Werk gelten 14 Statuen – die zwölf Apostel mit Paulus und Maria – für die Pfarrkirche St. Verena in Fischen im Allgäu. Eberhard wird im Akkord vom 29. März 1759 als „kunsterfarner“ Bildhauer bezeichnet. Er bekam für seine Arbeit die beträchtliche Summe von 100 Gulden, sein Sohn Johann Richard als „Trinkgeld“ immerhin auch noch 4 Gulden 49 Kreuzer.
Melchior Eberhard hat bei Sattler eine hervorragende handwerkliche Ausbildung „nach neuestem Stil“ erhalten. Christian Arnold bescheinigt ihm ein noch unverbrauchtes, frisches, dem Barock und Rokoko gemäßes Plastikernaturell, eine ursprüngliche Kraft seiner Formphantasie und eine impulsive, temperamentvolle Körper- und Gewänderbewegung seiner Figuren.